# Sherman W. Tribbitt
Sherman Willard Tribbitt, född 9 november 1922 i Denton, Maryland, död 14 augusti 2010 i Milford i Delaware, var en amerikansk demokratisk politiker. Han var guvernör i delstaten Delaware 1973-1977.
Tribbitt studerade redovisning och deltog i andra världskriget i USA:s flotta. Tillsammans med svärfadern drev han sedan företaget Odessa Supply Company efter kriget.
Tribbitt var viceguvernör i Delaware 1965-1969. Han efterträdde 1973 Russell W. Peterson som guvernör. Han efterträddes 1977 av Pete du Pont.